# Bíró Andor (történész)
Bíró Andor (Feketeardó, 1961. január 1.) történész, magyarságkutató.

## Életútja
1983-ban az Ungvári Állami Egyetem Történettudományi Karán szerzett diplomát. Szakdolgozatának címe: A magyar kultúra a XIX. század utolsó harmadában. Az egyetemen tanársegéd, majd 1986-tól aspiráns volt. 1991-től a történelemtudomány kandidátusa. 1989 és 1997 között az Ungvári Hungarológiai Központ munkatársa, 1992-től tudományos főmunkatárs.
1997-ben Budapestre költözött. 2000-től a Hadtörténeti Intézet és Múzeum Központi Irattár és Hadisírgondozó Iroda tudományos főmunkatársa és helyettes irodavezetője, majd a 2010. októberi szervezeti átalakulást követően a HM Társadalmi Kapcsolatok és Hadisírgondozó Hivatal vezető-főtanácsosa. Munkájának és közreműködésének köszönhetően több száz magyar hősi emlékmű épült a hősi halált halt vagy hadifogságban elhunyt magyar katonák és polgári áldozatok emlékére az egykori Szovjetunió utódállamaiban.
Fő kutatási területe a 20. századi magyar történelem, a két világháború közötti magyar munkásmozgalmak, „elsősorban az 1920-as évek kommunista, szociáldemokrata és szakszervezeti mozgalmai”. Kutatta Kárpátalja történelmi településneveit, az 1990-es években kezdeményezte több település visszanevezését eredeti magyar nevére. 2003-ig 52 kárpátaljai települést neveztek át.
Alapító tagja és évekig tudományos titkára volt a Kárpátaljai Magyar Tudományos Társaságnak.
Tudományos titkára a Magyar-Ukrán Történész Vegyesbizottság Magyar Tagozatának.

## Családja
Apja Bíró Andor kolhozelnök. 

## Publikációi
Néhány fontosabb publikációja:
- Munkásmozgalom Magyarországon az 1925–1929-es években. kandidátusi értekezés orosz nyelven. Lvov. 1990.[1]
- Kárpátalja településeinek történelmi neveiről. Ungvár–Budapest: Ungvári Hungarológiai Központ. 1993.[1]
- Magyarország megítélése a második világháborús szovjet és orosz szakirodalomban. In: Háború, hadsereg, összeomlás. Magyar politika, katonapolitika a második világháborúban. Budapest: Zrínyi Kiadó. 2005. ISBN 963-327-401-x
- Magyar hadisírok Oroszországban – szovjet hadisírok Magyarországon. In: …És újfent hadiidők (avagy: a „boldog békeidők” nem térnek vissza) 1939–1945. Budapest, Petit Real, 2005. ISBN 963-9267-33-3
- Венгерские военнопленные в советском плену. Результаты, проблемы и перспективы исследования. In: Cohorta. Revistă De Istorie Militară, nr. 1-2, 2010. Chisinău, 2010. ISSN 1857-0100
- Legszentebb kötelesség. A Temető-hegy a Megbékélés hegye lesz. Regiment, 2010/3.
- Magyar hadifogoly-emlékművek az egykori Szovjetunió területén. In: Elhurcolva - távol a hazától. Szovjet fogságban raboskodott és ott meghalt magyarok adatbázisa és tárgyi emlékeik, 1941-1955. Budapest HM Hadtörténeti Intézet és Múzeum, 2017. ISBN 978-963-7097-81-2